# Jansen Šťovíček
El venerable Saraṇa Bhikkhu (සරණ භික්ඛු en la escritura cingalesa, သရဏဘိက္ခု en la birmana; nombre secular: Jan Šťovíček; nacido en 1987) es un monje theravāda y instructor de meditación checo.

## Primeros años
Šťovíček nació y creció en Pilsen. Inicialmente interesado en cristianismo católico —religión histórica de los checos— adquirió un interés más profundo en el budismo. En su adolescencia, decidió que se ordenararía como monje cuando fuera adulto. Después de finalizar la educación secundaria, trabajó como representante comercial para United Philips Cable (UPC). Declinando la oportunidad de recibir una educación universitaria en el Reino Unido financiada por su padre, se movió a Sri Lanka en 2008. El 5 de mayo del mismo año, se ingresó al noviciado. Se matriculó después en la Universidad Budista y de Pali de Sri Lanka. Así empezó Šťovíček su vida renunciante.
En 2012, al 19 de mayo y después de sus estudios monásticos, el novicio Šťovíček se movió a Birmania. Allí el 1 de julio recibió la ordenación plena como bhikkhu o monje. También en Birmania recibió el título de a.hrang ("señor", အရှင် en la escritura birmana; de menudo ashin en transliteraciones inglesas).

## Controversia
Fue en el centro de una controversia relacionada con las exposiciones que había hecho en Facebook sobre la prohibición, elaborada explícitamente en la vinaya o código monástico, del uso del dinero por monjes. Una citación contra él fue sometida al Comité Estatal de los Líderes Supremos de la Saṅgha (en birmano: နိုင်ငံတော် သံဃာ့မဟာနာယကအဖွဲ့). Dado que la citación fue fuera de la jurisdicción del comité, sus miembros denegaron que el proceso empezara. En su lugar una sesión informal fue invocada, en que Saraṇa y su acusador fueron reprendidos ambos. Saraṇa por su parte fue exhortado por el comité a seguir enseñando la vinaya pero usando referencias.

## Obras
Ha escrito dos diccionarios trilingües: un diccionario cingalés–inglés–checo y un diccionario birmano–inglés–checo.